# Phillips (constructor)
 Phillips  va ser un constructor estatunidenc de cotxes de competició.
Phillips va competir a 7 curses del campionat del món de la Fórmula 1, de la temporada 1954 a la 1960, disputant només la cursa del Gran Premi d'Indianapolis 500.
Fora d'aquesta cursa no va tornar a competir al món de la F1.

## Resultats a la F1
| Temporada | Pilot        | Graella | Classificació | Punts | Retirada    | Resultats |
| --------- | ------------ | ------- | ------------- | ----- | ----------- | --------- |
| 1954      | Don Freeland | 6       | 7             |       |             | Resultats |
| 1955      | Don Freeland | 21      | 15            |       |             | Resultats |
| 1956      | Don Freeland | 26      | 3             | 4     |             | Resultats |
| 1957      | Bob Veith    | 16      | 9             |       |             | Resultats |
| 1958      | Don Freeland | 13      | 7             |       |             | Resultats |
| 1959      | Don Branson  | 10      | 24            |       | Suspensions | Resultats |
| 1960      | Don Branson  | 8       | 4             | 3     |             | Resultats |

### Resum a la F1
- Curses: 7
- Victòries: 0
- Podiums: 2
- Punts: 7